# Jordi Núñez
Jordi Núñez Carretero (* 19. September 1968 in Granollers) ist ein ehemaliger spanischer Handballspieler.

## Karriere

### Verein
Der 1,90 m große Torwart spielte von 1986 bis 1995 in der ersten spanischen Liga, der Liga ASOBAL, für den damaligen spanischen Rekordmeister BM Granollers. Mit dem Verein aus seiner Heimatstadt Granollers gewann er 1994 die Copa ASOBAL und 1995 den EHF-Pokal. 1995 wechselte er zu Bidasoa Irún, mit dem er 1996 die Copa del Rey und die Supercopa Asobal sowie 1997 den Europapokal der Pokalsieger errang. 1997 unterschrieb er bei BM Ciudad Real, mit dem er 2003 die Copa del Rey sowie 2002 und 2003 den Europapokal der Pokalsieger gewann. Zum Abschluss seiner Karriere spielte der Torwart noch für CB Cantabria Santander und den Zweitligisten Club Balonmano Antequera.

### Nationalmannschaft
Bei den Mittelmeerspielen 1987 errang er mit der spanischen Juniorennationalmannschaft die Bronzemedaille. Zweimal erreichte er das Finale bei den U-21-Weltmeisterschaften 1987 und 1989.
In der spanischen A-Nationalmannschaft debütierte Núñez am 12. Oktober 1993 gegen die Schweiz. Mit Spanien gewann er bei der Europameisterschaft 1996 und der Europameisterschaft 1998 die Silbermedaille und bei der Europameisterschaft 2000 die Bronzemedaille. Bei den Olympischen Spielen 1996 in Atlanta und den Olympischen Spielen 2000 in Sydney errang er die Bronzemedaille.
Insgesamt bestritt er 101 Länderspiele.